# Jörgen Wålemark
Bror Jörgen Wålemark (Ljungskile, 3 aprile 1972) è un allenatore di calcio ed ex calciatore svedese, di ruolo attaccante.

## Carriera

### Giocatore
Wålemark cominciò la carriera con la maglia del Ljungskile, per poi passare agli scozzesi del St. Johnstone con la formula del prestito. Una volta terminata questa esperienza, fece ritorno al Ljungskile. Successivamente, si trasferì ai norvegesi del Lillestrøm: esordì nella Tippeligaen in data 4 maggio 1997, quando subentrò a Geir Frigård nella sconfitta per 0-1 contro lo Strømsgodset. Le sue uniche reti arrivarono con una tripletta inflitta al Tromsø, in data 13 settembre, che permise il successo per 1-3.
Nel 1998, passò all'Elfsborg, dove poté debuttare nell'Allsvenskan. Giocò poi per i ciprioti dell'Enosis Neon Paralimniou e dell'AEL Limassol. Tornò in patria nel 2002, per vestire la maglia del Trelleborg, ma non disputò alcun incontro di campionato. Fece così ritorno al Ljungskile, dove rimase dal 2003 al 2010, anno in cui concluse la sua carriera da giocatore.

### Allenatore
Il 31 ottobre 2022, il Raufoss ha reso noto d'aver scelto Wålemark come nuovo allenatore, con un contratto biennale valido a partire dal 1º gennaio 2023.

## Palmarès

### Giocatore

#### Competizioni nazionali
- Division 2: 1

Ljungskile: 1993